# Уомбл, Уоррен
Джон Уоррен Уомбл мл. (англ. John Warren Womble, Jr.; 15 марта 1920, Дьюрант, Оклахома, США — 21 марта 2015) — американский баскетбольный тренер, главный тренер мужской сборной США по баскетболу на летних Олимпийских играх в Хельсинки (1952).

## Биография
Как спортсмен выступал за Юго-Восточный университете штата Оклахома, принимая участия в соревнованиях по большому теннису и баскетболу. Был защитником баскетбольной команды, которая дошла до четвертьфинала Национального студенческого турнира в Денвере, штат Колорадо (1948).
Перейдя на тренерскую работу, в течение десяти сезонов возглавлял команду колледжа Оклахомы Womble's Cats (1951-60), пять раз становившуюся чемпионом Союза спортсменов-любителей США (AAU). С 1952 по 1960 гг. возглавлял мужскую олимпийскую сборную США, ставшую чемпионом летних Игр в Хельсинки (1952) и победившую на чемпионате мира в бразильском Рио-де-Жанейро (1954). Возглавляемая им команда впервые провела матчи в СССР (1958). На международном арене возглавляемая им сборная не потерпела ни одного поражения (34:0).
На летних Олимпийских играх в Риме (1960) являлся помощником главного тренера сборной. 
Являлся первым директором Национальной промышленной баскетбольной лиги.
Был включен Зал атлетической славы штата Оклахома (1977) и зал атлетической славы Юго-Востока (1978).